# Martin Joos
Martin Joos (11 de maio de 1907 — 6 de maio de 1978) foi um linguista alemão. Sua obra The Five Clocks (1962) introduziu discussões influentes sobre estilo, registro e variação linguística, além de ter sido um pioneiro no estudo de fonética acústica.
Durante a Segunda Guerra Mundial, foi criptólogo da US Signal Security Agency. Ele passou a maior parte de sua carreira na Universidade de Wisconsin-Madison, mas também passou pela Universidade de Toronto, Universidade de Belgrado e Universidade de Edimburgo.

## Obras
- 1951. Middle High German Courtly Reader (with F.R. Whitesell). Madison: University of Wisconsin Press.
- 1957. Readings in Linguistics: The Development of Descriptive Linguistics in America since 1925 (editor). Washington: ACLS.
- 1962. The Five Clocks. Bloomington: Indiana University Research Center in Anthropology, Folklore, and Linguistics. Reprinted in 1967 by Harcourt, Brace & World. ISBN 978-0156313803
- 1964. The English Verb: Form and Meanings. Madison: University of Wisconsin Press. ISBN 978-0299033101
- 1972. Semantic axiom number one. Language 48(2), 257-265.